# Olle Bærtling
Olle Bærtling (ur. 6 grudnia 1911 w Halmstad, zm. 2 maja 1981 w Sztokholmie) – szwedzki malarz, grafik i rzeźbiarz.

## Życiorys
Od 1928 mieszkał w Sztokholmie, gdzie studiował bankowość, od 1929 do 1956 pracował w Skandinaviska Banken jako sprzedawca walut. Nie miał wykształcenia artystycznego; malarstwo było jego hobby. W latach 30. zaczął malować, początkowo głównie pejzaże miejskie. W 1939 ożenił się z Marią Lisą von Roxendorff. Jego pierwsze prace były w stylistyce ekspresjonistycznej, pod koniec lat 30. zaczął inspirować się twórczością Henriego Matisse'a, od 1945 w jego twórczości dominował abstrakcjonizm. W 1947 odwiedził W. Brytanię i namalował obraz miasta zniszczonego przez wojnę w ponurym świetle. W 1949 przebywał w Paryżu, gdzie uczył się u H. Lothe'a i F. Legera i poznał A. Herbina, za pośrednictwem którego wszedł do kręgu artystów skupionego w latach 1950-1956 wokół Salon des Réalites Nouvelles. W latach 50. tworzył kompozycje geometryczne bliskie duchowi neoplastycyzmu, złożone z trójkątów otoczonych czarnym konturem i płasko pokrytych kolorem, najczęściej czerwienią, czernią i bielą (m.in. obraz Iru z 1958).  Również jego rzeźby, np. YZE z 1978, łączyły się z nurtem abstrakcji geometrycznej. W latach 60. realizował zamówienia publiczne, co umożliwiło mu tworzenie monumentalnych kompozycji malarskich, zespolonych z architekturą.